# Curiet
Curiet, met de chemische formule Pb2U5O17.4H2O, is een van de talrijke waterhoudende oxyden en hydroxyde van uranium.

## Ontstaan
Curiet ontstaat secundair in de oxidatiezone van uraanafzettingen, geassocieerd met andere secundaire uraanafzettingen.

## Voorkomen
Dit oranjerode mineraal komt voor in vormloze aardachtige massa's en wordt hoofdzakelijk in Katanga gevonden. Ook wordt curiet aangetroffen in La Crouzille, Frankrijk, en in South Alligator, Noordelijk Territorium, Australië.